# Locked Away
Locked Away è un singolo del gruppo musicale statunitense Rock City, comitiva articolata in Theron "Uptown AP" e Timothy "A.I." Thomas, eseguito in collaborazione con il cantante Adam Levine. Il brano è stato reso disponibile per il download digitale dal 29 giugno 2015 dalla Kemosabe Records e RCA Records.
La melodia del ritornello è ispirata alla canzone Do That to Me One More Time, scritta da Toni Tennille e incisa dal duo Captain & Tennille per l'album Make Your Move del 1979.